# کورولووکا-کولونگا
کورولووکا-کولونگا (به لهستانی:  Korolówka-Kolonia) یک روستا در لهستان است که در گمینا وووداوا واقع شده‌است.